# Carpophage des Marquises
Ducula galeata
Espèce
Statut de conservation UICN

 EN D : En danger
Le Carpophage des Marquises (Ducula galeata) est une espèce d'oiseau appartenant à la famille des Columbidae. Son nom commun en marquisien est Ùpe (prononcer 'Oupé).

## Description
Cet oiseau mesure environ 55 cm de longueur.
La morphologie de cette espèce diffère un peu de celle des autres membres du genre Ducula puisqu'elle possède une grosse et large tête ainsi qu'une longue queue.
La tête, le cou et le dessous du corps sont gris foncé. Le manteau, le dos, les couvertures alaires et le croupion sont vert foncé brillant. Les sous-caudales sont brunes. Les iris sont blancs. Le bec est noir avec une large protubérance plate recouvrant la moitié basale de sa mandibule supérieure. Les pattes sont rouge foncé.
La femelle est un peu plus petite et plus sombre que le mâle.
Le jeune présente des parties supérieures vertes et inférieures gris brunâtre.

## Répartition
Cet oiseau est endémique de Nuku Hiva (îles Marquises).

## Habitat
Cette espèce vit dans les vallées forestières.

## Alimentation
Cet oiseau consomme des fruits. D'où son nom à l'étymologie grecque.

## Nidification
La femelle pond un seul œuf brun crème pâle.

## Population et conservation
Cet oiseau est menacé par la dégradation de son habitat (bovins, chèvres et cochons) et surtout par la chasse très importante. En 1993, sa population était estimée à moins de 300 oiseaux.